# NGC 7586
NGC 7586 est une galaxie lenticulaire située dans la constellation de Pégase. Sa vitesse par rapport au fond diffus cosmologique est de 7 620 ± 31 km/s, ce qui correspond à une distance de Hubble de 112,4 ± 7,9 Mpc (∼367 millions d'al). NGC 7586 a été découverte par l'astronome allemand Albert Marth en 1864.

## Identification de NGC 7586

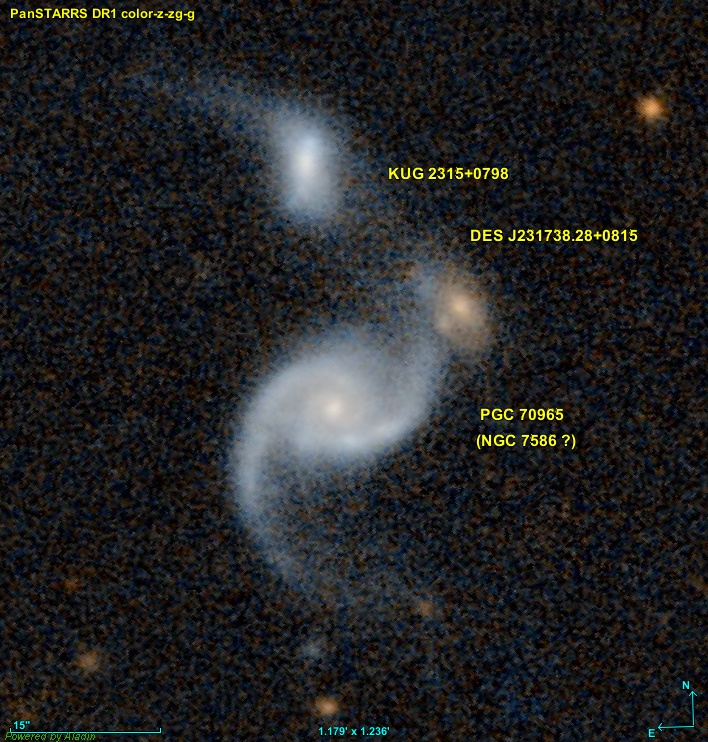
NGC 7586 n'est pas la galaxie PGC 70965.

Le RNGC catalogue identifie de façon erronée NGC 7586 à la galaxie PGC 70965. Cette erreur a été reprise par les bases de données HyperLeda et Simbad, mais les sites de Harold Corwin et de Steve Gottlieb identifient correctement PGC 70965.